# Redonda (parish i Antigua och Barbuda)
Redonda är en parish och ö i Antigua och Barbuda. Den ligger i den västra delen av landet, 60 kilometer väster om huvudstaden Saint John's. Arean är 1,5 kvadratkilometer. 
Terrängen i Redonda är lite kuperad.